# Новинки (Южный административный округ)
Нови́нки — бывшая деревня, вошедшая в состав Москвы при её расширении в 1960 году. Располагалась в районе нынешних Якорной и Судостроительных улиц, Кленового бульвара, Нагатинской набережной.

## Происхождение названия
Новинки — распространённое название поселений при вновь освоенных пахотных угодьях.

## История
Первое упоминание о Новинках встречается в духовной грамоте великого князя Василия II 1461—1462 годов, где среди владений, завещаемых великой княгине Марии Ярославне вместе с селом Ногатино записаны и Новинки.

### Новинки в XVII—XVIII веках
В писцовых книгах дворцовых волостей 1646 года упоминается «деревня, что было селцо Новинки», в которой имелись 19 крестьянских дворов и один бобыльский двор.
Деревня располагалась с южной стороны Новинского озера, имевшего вытянутую форму. К северу от озера до Москвы-реки находились обширные заливные луга. Обязанности дворцовых крестьян были различны: они платили денежный оброк и разные пошлины, обрабатывали пашню, проводили уборку территории царского дворца, рубили дрова, поставляли стройматериалы и продукты питания.
В 1763 году десятинная пашня была упразднена и отдана крестьянам, а они переведены на оброк, на этих землях крестьяне сажали овощи и продавали их в Москве.
В 1797 году Новинки перешли в подчинение вновь образованного Коломенского приказа Удельного ведомства.

### Новинки в XIX веке
По ревизским сказкам в 1816 году здесь проживали 215 мужчин и 236 женщин, в 1859 году — 367 мужчин и 375 женщин. Значительную часть населения составляли старообрядцы, в деревне находилась их часовня. В 1835 году в Новинках открылось старообрядческое училище, которое до 1839 года находилось при этой часовне, а затем было закрыто по распоряжению управляющего Московской удельной конторой.
После реформы 1861 года крестьяне получили в свои владения всю землю, находившуюся у них до этого, за которую они выплачивали по 3 руб. 55 коп. с долями на получившую надел душу, причем платить нужно было 51 год. Крестьянам запрещался лов рыбы в реке, а разрешался только водопой скота.
Согласно переписи населения 1869 года в деревне проживали 373 мужчины и 405 женщин. В 1876 году здесь были 127 хозяйств, 1 трактир, 2 овощных лавки; в 1884 году к ним добавились ещё 2 лавки и кузница. В деревне имелось большое количество лошадей — 227 голов, свиней — 162, а коров было всего 65.
На землях Новинок сажался преимущественно картофель, который затем шёл на продажу. Это приносило ощутимый доход, но требовало интенсивного труда и круглогодичной занятости. Высокая потребность в удобрениях заставляла мужчин всё свободное от сельскохозяйственных работ и торговли время возить навоз из Москвы, а женщины постоянно мыли и перебирали корнеплоды. Наличие лошадей давало мужчинам возможность подрабатывать зимой перевозкой снега, льда, песка, а женщины наматывали хлопчатобумажную нить на катушки.
У некоторых семей имелись огороды, на которых выращивали в основном капусту, огурцы, различную рассаду, свеклу.
Деревня относилась к приходу церкви Усекновения главы Иоанна Предтечи в селе Дьяковском. До 1863 года в Коломенском находилась школа Удельного ведомства, которую посещали и дети из Новинок. Затем она перешла в ведение Земства, открывшего вскоре свою школу, а в старой статский советник Н. И. Алябьев организовал частную школу. Кроме того, в самой деревне в середине 1880-х годов было две домашние старообрядческие школы.

### Новинки в первой половине XX века
После указа Николая II «Об укреплении начал веротерпимости» (в Викитеке) 4 августа 1909 года в деревне была зарегистрирована Казанская старообрядческая община. В том же году было основано Новинское кредитное товарищество, дававшее крестьянам деньги в ссуду.
В 1927 году население деревни составляло 1198 человек, на которых приходилось 492 га земли, большинство хозяйств были обеспечены лошадьми, несмотря на прошедшие годы войны и революцию, половина имели коров.

### В составе Москвы
В 1960 году деревня вошла в состав Москвы при её расширении. Близлежащая территория была отнесена к Пролетарскому району Москвы. После административной реформы 1991 года территория, где ранее располагалась деревня, вошла в район Нагатинский затон.
Название деревни сохранено в названии улицы Новинки.